# Anàpsids
|  | No s'ha de confondre amb Anàspids. |

Els anàpsids (Anapsida) són un grup d'amniotes que es caracteritzen per no tenir obertures cranials a prop de l'òrbita ocular. Els únics membres no extints d'aquest grup són les tortugues. Els anàpsids han estat classificats tradicionalment com a subclasse de la classe Reptilia, però com que aquest grup és parafilètic, a vegades se'ls posa en una classe separada, Anapsida.

## Històrtia evolutiva
Hi ha més espècies fòssils (principalment del Permià i del Triàsic) que actuals. Molts dels ordres d'anàpsids, incloent-hi els mil·lerètids, Nyctiphruretidae i els pariasaures, s'extingiren a finals del Permià durant l'extinció permiana. Tant els Procolophonidae com els avantpassats dels Testudines aconseguiren sobreviure fins al Triàsic, i actualment els Testudines són l'únic ordre existent.

## Filogènia
Junt amb els sinàpsids i els diàpsids, els anàpsids són un dels tres grans llinatges d'amniotes, que divergiren al llarg del Carbonífer. Segons Tree of Life, les relacions filogenètiques dels anàpsids amb la resta d'amniotes són les següents:
|            | Synapsida                                             |
|            |                                                       |
| Sauropsida | \| \| Anapsida \| \| \| \| \| \| Diapsida \| \| \| \| |
|            | \| \| Anapsida \| \| \| \| \| \| Diapsida \| \| \| \| |
|            | Anapsida                                              |
|            |                                                       |
|            | Diapsida                                              |
|            |                                                       |

|  | Anapsida |
|  |          |
|  | Diapsida |
|  |          |

Recentment, s'ha suggerit que els Testudines no són un membre del clade anàpsid, sinó que són diàpsids, i que les similituds que tenen són un cas d'evolució convergent. Els que propugnen aquesta hipòtesi estan dividits pel que fa a quin clade s'haurien de situar els Testudines, si als lepidosaures o als arcosaures.